# Thomas Gaisford

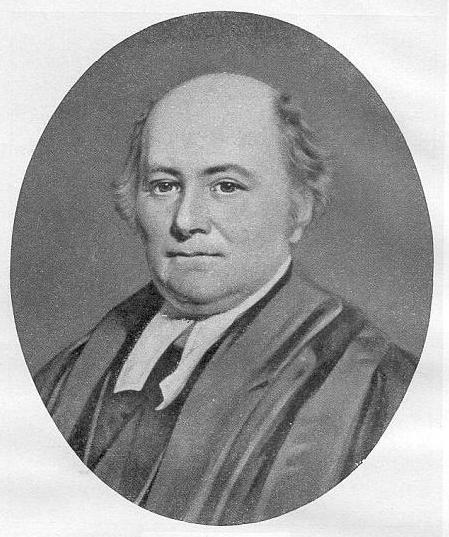
Thomas Gaisford aus den Imagines philologorum

Thomas Gaisford (* 22. Dezember 1779 in Iford, Wiltshire; † 2. Juni 1855 in Oxford) war ein britischer Altphilologe, der sich vor allem um die Gräzistik große Verdienste erwarb.

## Biografie
Thomas Gaisford erhielt seine Ausbildung an der Hyde Abbey School in Winchester. 1797 begann er mit dem Studium am Christ Church-College der University of Oxford und wurde dort später auch Tutor. 1811 wurde er zum 26. Regius Professor of Greek, einem der renommiertesten Lehrstühle für Altphilologie im anglophonen Raum, am Christ Church berufen. Kein anderer Inhaber des Lehrstuhls, zu denen auch Wissenschaftler wie sein Nachfolger Benjamin Jowett, Gilbert Murray, Eric Robertson Dodds oder Hugh Lloyd-Jones gehörten, verblieb länger auf dem Lehrstuhl als Gaisford, der ihn 44 Jahre lang innehatte. 1831 wurde er Rektor (Dean) des Colleges, was er bis zu seinem Tod blieb. 1843 verloren er und sein Kollege Joseph Phillimore ihre Söhne William Gaisford und Richard Phillimore bei einem Badeunfall am Sandford Lock in der Themse. Seit 1848 war Gaisford auswärtiges Mitglied der Bayerischen Akademie der Wissenschaften.
Gaisford machte sich in erster Linie um die Erforschung der Altgriechischen Sprache verdient, kannte sich daneben aber auch in anderen Wissenschaften wie der Geschichte, Theologie und dem Zivilrecht gut aus. Er gab viele antike Autoren griechischer Sprache heraus. Als Kurator der Bodleian Library und als Vertreter der Leitung der Universität beim Universitätsverlag Oxford University Press hatte er maßgeblichen Einfluss auf die Ausrichtung der Forschung und hielt Kontakt zur internationalen Forschung. Gute Verbindungen unterhielt er unter anderem zu Immanuel Bekker und Wilhelm Dindorf. In Erinnerung und als Würdigung der Leistungen Gaisfords wurde kurz nach seinem Tod der Gaisford Prize ins Leben gerufen, der seit 1857 in zunächst zwei, mittlerweile drei Kategorien vergeben wird. Zu den Preisträgern gehören unter anderem John Davidson Beazley und Ronald Syme.

## Klassikerausgaben
- Hephaestion: Encheiridion (1810)
- Poëtae Graeci minores (1814–1820)
- Johannes Stobaios: Florilegium (1822)
- Herodot (mit Kommentar, 1824)
- die Suda (1834)
- Eusebius von Caesarea: Praeparatio evangelica (1843)
- Eusebius von Caesarea: Demonstratio evangelica (1852)

## Werke

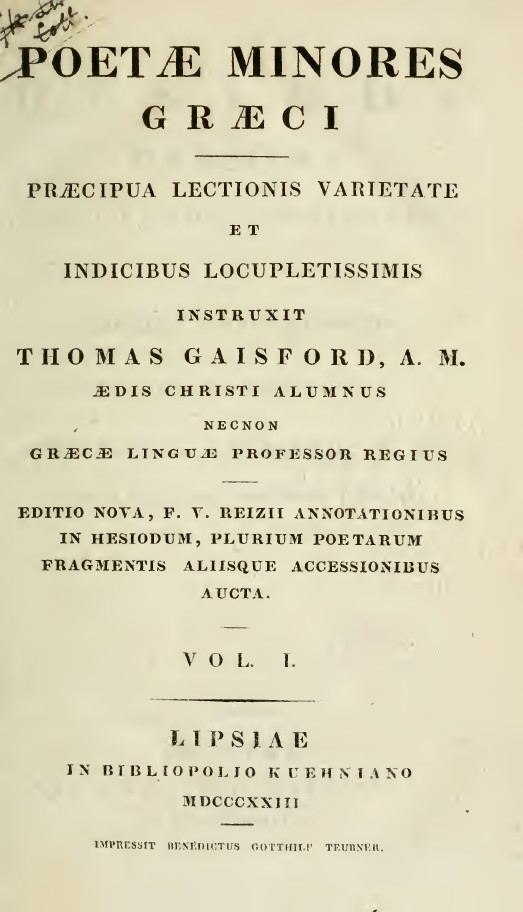
Poetae minores graeci, vol. I, 1823

- Εὐριπιδου Ἀλκηστις. Euripidis Alcestis, ex optimis exemplaribus expressa..., 1806
- Hephæstionis Alexandrini Enchiridion, 1810
- Catalogus sive notitia manuscriptorum qui a cel. E. D. Clarke ..., 1812 Volume 1/2
- Lectiones Platonicae e membranis Bodleianis, 1820
- Poetae graeci minores, 5 voll., 2ª ed., Leipzig, 1816–1823: vol.I, vol.II, vol.III/ vol. I, vol.II, vol. III, vol.IV
- Iōannou Stobaiou Anthologion, 1822 vol.1,vol. 2, vol.3,vol. 4
- Notes on Herodotus, 1824 Vol. 1
- Hērodotou Halikarnēssēos Historiōn logoi IX.: Lib. I-IV - Historiarum libri IX: codicem sancrofti manuscriptum denuo contulit reliquam lectionis varietatem commodius digessit, 1824–1839 vol.1, vol. II, vol. IV
- Scholia in Sophoclis tragoedias septem. E codice MS. Laurentiano descripsit P. Elmsley, ..., 1825
- Ēphastiōnos encheiridion peri metrōn kai poiēmatōn, 1832
- Suidae Lexicon, 1834 vol.1, vol.3
- Paroemiographi graeci, 1836
- Etymologicum magnum, 1848*
- Ioannis Stobaei Eclogarum physicarum et ethicarum libri duo ad mss ..., 1850 Volume 2
- Suidae Lexicon, Graece et Latine, 1853 vol.1, vol.2